# Huipil

Le huipil est un vêtement traditionnel d'Amérique centrale et du Mexique. C'est une sorte de chasuble portée par les femmes, par exemple les femmes mayas au Guatemala ; elle est ornée de broderies chatoyantes qui diffèrent d'un village à l'autre. Les motifs des broderies ont souvent une signification symbolique, de caractère religieux ou historique.

## Histoire
Le huipil était porté par les femmes de toutes classes sociales bien avant la chute de l’empire aztèque, et reste encore porté aujourd’hui.
Il est notamment répandu dans les états mexicains du Chiapas, du Yucatán, de Quintana Roo, de Oaxaca, de Tabasco, de Campeche, d’Hidalgo, du Michoacán (où il est nommé huanengo), de Veracruz et de Morelos. Il est également porté par les mayas au Guatemala.
Le huipil a évolué après la conquête espagnole, en tenant compte d’éléments européens.

## Coupe
Le huipil est ordinairement formé de plusieurs lés de tissu cousus ensemble, généralement au nombre de deux, ou plus rarement trois. Une ouverture centrale est ménagée pour laisser passer la tête, ainsi que des ouvertures latérales pour les bras si les côtés du vêtement sont cousus. L’encolure peut être ronde, ovale, carrée ou simplement fendue. L’assemblage des différentes pièces peut se faire par des points de couture, des rubans ou des bandes de tissus.
La longueur du vêtement est variable, le huipil peut être une tunique courte, ou être suffisamment long pour atteindre le sol ; la longueur classique étant un peu au-dessus ou au-dessous du genou.

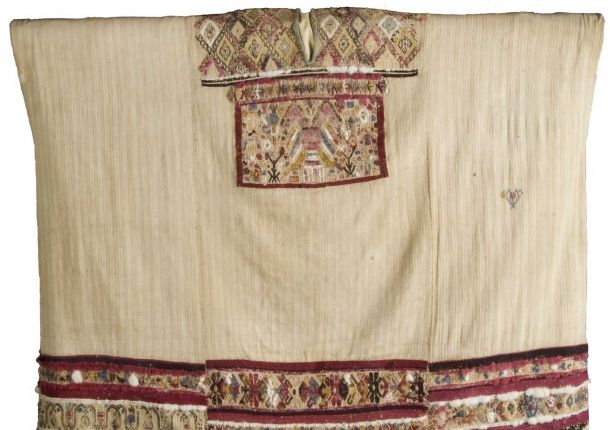
Huipil mexicain
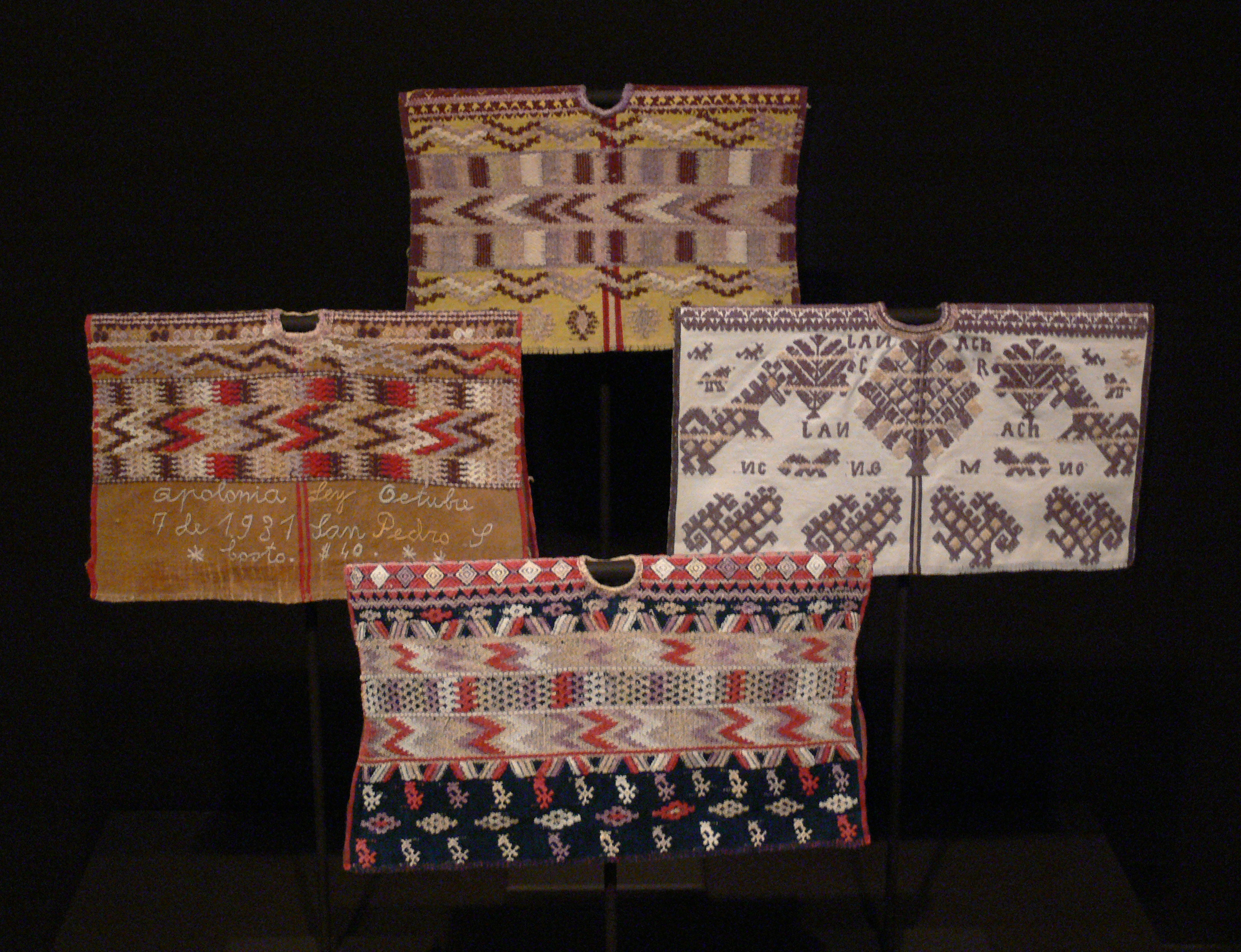
Huipils guatémaltèques

## Tissus employés
Les huipils traditionnels, notamment ceux de cérémonie, sont faits de tissus confectionnés à l’aide d’un métier à sangle dorsale, et décorés avec des motifs tissés ou brodés, de la dentelle ou des rubans.
Les décorations des pièces traditionnelles indiquent généralement l’origine géographie et communautaire du porteur, chaque région ayant ses propres motifs.
Les huipils les plus richement décorés sont destinés à être portés au cours des cérémonies de mariage, d’enterrement, ou pour orner les statues de divinités.
Cependant, d’autres huipils sont aussi cousus à partir de tissus industriels.